# Ligurra latidens
Ligurra latidens är en spindelart som först beskrevs av Carl Ludwig Doleschall 1859.  Ligurra latidens ingår i släktet Ligurra och familjen hoppspindlar. Inga underarter finns listade i Catalogue of Life.